# رحيم صوفي
رحيم صوفي هي بلدة في مقاطعة كاسان في ولاية قشقداريا في أوزبكستان.